# Llannerch-y-medd
Llannerch-y-medd o anche Llanerch-y-Medd, Llannerch-y-Medd o Llanerchymedd è una cittadina con status di  comunità (community) del Galles nord-occidentale, facente parte dell'isola (e contea) di Anglesey. La località conta una popolazione di circa 1.100 abitanti, mentre l'intera community conta una popolazione di circa 1.350 abitanti.

## Geografia
Llanerchymedd si trova nella parte centro-orientale dell'isola di Anglesey, tra le località di Llanbabo e Brynteg(rispettivamente a sud-est della prima e a nord-ovest della seconda).

## Monumenti e luoghi d'interesse

### Architetture religiose

#### Chiesa di Santa Maria
Principale edificio religioso di Llannerchymedd è la chiesa di Santa Maria: di origine medievale, fu ricostruita nella forma attuale nel 1850 su progetto dell'architetto Henry Kennedy.

## Società

### Evoluzione demografica
Al censimento del 2011, la cittadina di Llanerchymedd contava una popolazione pari a 1.133 abitanti, mentre l'intera community contava una popolazione pari a 1.360 abitanti
Sia la località che l'intera community hanno quindi conosciuto un incremento demografico rispetto al 2001, quando contavano 1.018 e 1.185  abitanti.

## Sport
- La squadra di calcio locale è il CPD Llannerch-y-medd FC[4]